# 徐联仓
徐联仓（1927年—2015年6月17日），男，浙江海宁人，中国心理学家，中国心理学会会士，曾任中国科学院心理研究所所长、中国心理学会秘书长。